# مطاردة (لعبة)
المُطارَدة هي لعبة ملعب يشارك فيها لاعبان أو أكثر يطاردون لاعبين آخرين في محاولة «وضع علامة» عليهم وتمييزهم عن اللعب، عادةً عن طريق اللمس باليد. هناك العديد من الاختلافات. معظم النماذج لا تحتوي على فرق أو درجات أو معدات. عادةً، عندما يتم وضع علامة على شخص ما، يقول المُطارِد، «ضع علامة». آخر واحد تم وضع علامة عليه أثناء المطاردة يكون «المطارِد» للجولة التالية.